# 児島一彌
児島 一彌（こじま かずや、1947年5月1日 - ）は、日本のスポーツジャーナリスト、元サンケイスポーツ大阪本社記者。

## 来歴
大阪市立阪南中学校、関西大学第一高校を経て、関西大学へ進学。
その後、サンケイスポーツ大阪本社に入社。競艇と競輪、プロ野球の各担当を経て、同社レース部のデスク、同部長を歴任。2007年に定年のため同社を退社した。
元競艇選手の野中和夫、元競輪選手の中野浩一とは長い交流があり、そのことをまとめた随筆をWeb上で公開している。